# 小笠原長秀
小笠原 長秀（おがさわら ながひで）は、室町時代の武将、守護大名。信濃守護。小笠原長基の次男。長将の弟、政康の兄。幼名は豊若丸。
初めは上洛して将軍足利義満に出仕した。明徳3年/元中9年（1392年）、相国寺の落慶供養では先陣随兵を務めている。応永6年（1399年）の応永の乱では畠山基国に従って堺を攻め、同年、信濃守護に補任された。入部に先立ち、将軍足利義持は水内郡太田荘領家職について、押領人を退けるよう御教書を発した。
応永7年（1400年）、京都から下向し、国衙の後庁のあった善光寺に入部したが、国人に対する排斥と守護権力の強化は大いに反感を買い、有力武将や大文字一揆勢との大塔合戦へと発展し、大敗して大井光矩の仲介によって京都に逐電した。応永8年（1401年）に信濃守護職を解任され、信濃は幕府の直轄領（料国）となった。応永12年（1405年）に弟政康に家督と小笠原氏の所領を譲渡した。
応永31年（1424年）筑摩郡で死去（『豊前豊津小笠原家譜』）。享年59。著書に「犬追物起源」がある。